# Меллер Емануїл Федотович

Меллер Емануїл Федотович

Меллер Емануїл Федотович (народ. 1875, м. Венден Ліфляндської губ. (Латвія - 17 серпня 1939 року, Москва)- доктор технічних наук, професор, засновник кафедри "Збагачення корисних копалин" Донецького індустріального інституту. У 1927 - 1938 рр. - завідувач цієї кафедри.
Коло професійних інтересів: дослідження збагачуваності вугілля.
Результати наукових праць Е.Меллера стали основою для створення першої геолого-хімічної карти Донбасу. Його роботи були використані при проектуванні перших вуглезбагачувальних фабрик і шахт, які будувалися в  регіоні Донбасу. У 1931-1935 рр. проф. Меллер Е.Ф. вніс цінний внесок в розробку технології вуглезбагачення, під його керівництвом було досліджено понад 400 шахтопластів на збагачуваність, а матеріали дослідження були покладені в основу вуглехімічній карти Донбасу.
Заарештовано 15 травня 1939. Засуджений ВКВС 13 серпня 1939 обвинувачення - шпигунство. Розстріляний 17 серпня 1939 року Прах похований на території Донського монастиря м Москви. Реабілітований 3 жовтня 1957.

## Основні праці
- Меллер Э.Ф. Теория исследований каменных углей на обогатимость (монографія). 1935. - 342 ст.